# Самсон
Самсо́н (др.-евр. שִׁמְשׁוֹן‬, Шимшон) — ветхозаветный судья-герой, прославившийся своими подвигами в борьбе с филистимлянами.
Наиболее известный сюжет — о его любви к коварной Далиле, которая вызнала, что секрет его нечеловеческой силы — в длинных волосах, остригла их и предала его в плен филистимлянам.

## Библейское повествование
Подвиги Самсона описаны в библейской Книге Судей (гл. 13—16). Он происходил из колена Дана, наиболее страдавшего от порабощения филистимлянами. Сын Маноя и его жены. Самсон вырос среди рабского унижения своего народа и решил отомстить поработителям, чего и достиг, совершив множество избиений филистимлян.
Будучи посвящён Богу в качестве назорея, он носил длинные волосы (в семи косах), служившие источником его необычайного могущества. Ангел предсказал:

И он начнёт спасение Израиля от руки филистимлян.
— Суд. 13:5
Филистимляне тогда уже без малого 40 лет правили израильтянами.
Мальчик с детства обладал необыкновенной силой. Когда он возмужал, то надумал жениться на филистимлянке. Сколько ему ни напоминали его родители о том, что закон Моисея запрещает жениться на идолопоклонницах, Самсон отвечал, что каждое правило имеет исключение, и женился на своей избраннице.
Однажды он пошёл в город, где жила его жена. По дороге встретил молодого льва, который хотел броситься на него, но Самсон мгновенно схватил льва и разорвал его пасть руками.
Во время свадебного пира, который продолжался несколько дней, Самсон загадал свадебным гостям загадку. Ставка была 30 рубашек и 30 пар верхней одежды, которую должны были платить те, кто проиграет. Гости не смогли отгадать и угрозами вынудили жену Самсона выпытать у того правильный ответ. Ночью, в постели, она потребовала от мужа дать ответ загадке и утром сообщила его своим соплеменникам. Самсону ничего не оставалось, как уплатить проигрыш. Для этого он пошёл в Ашкелон, устроил драку с 30-ю филистимлянами, убил их, снял одежду и рассчитался за проигрыш. Был седьмой день свадебного пира. Тесть, не предупреждая Самсона, отдал его жену молодому парню, который был другом Самсона. И ответил им Самсон:

Теперь я буду прав перед филистимлянами, если сделаю им зло.
— Суд. 15:3
Он начал мстить всему филистимскому народу. Однажды он поймал 300 лисиц, привязал к их хвостам горящие факелы и пустил лисиц на филистимские поля во время жатвы. Весь хлеб на полях сгорел. Сам Самсон скрылся в горах. Позже филистимляне, узнав о причине мести, пошли к тестю Самсона и сожгли его вместе с дочерью. Они посчитали, что это смягчит гнев Самсона. Но он заявил, что его месть направлена против всех филистимлян, и эта месть только начинается. Вскоре Самсон «открыл охоту» на жителей Ашкелона. Весь этот гордый город боялся одного Самсона, боялся так, что никто не решался выходить из города, жители были так напуганы, словно город осадило могучее войско.
Позже филистимляне, с целью прекратить этот террор, напали на владения соседнего колена Иудина.
Однажды к Самсону в его убежище в горах пришло три тысячи соплеменников. Евреи начали укорять Самсона, говоря, что из-за него их окружили филистимляне, с которыми у них нет сил воевать.
Ну что ж, — сказал Самсон, — свяжите мне руки сильно и отдайте меня нашим врагам. Таким образом они дадут вам покой. Только пообещайте, что не убьёте меня.
Самсону связали руки крепкими верёвками и вывели из ущелья, где он скрывался. Но когда подошли филистимляне, чтобы взять его, он напряг свои силы, разорвал верёвки и убежал. Не имея при себе оружия, он нашёл на дороге челюсть осла и стал убивать ею встречавшихся филистимлян:

Нашёл он свежую ослиную челюсть и, протянув руку свою, взял её, и убил ею тысячу человек.
— Суд. 15:15
Вскоре Самсон заночевал в филистимском городе Газа. Жители узнали об этом, заперли городские ворота и решили рано утром поймать богатыря. Но Самсон, встав в полночь и увидев, что ворота заперты, сорвал их вместе со столбами и запорами и отнёс их на вершину горы напротив Хеврона.
Самсон поддался страсти к коварной филистимлянке Далиле, обещавшей филистимским правителям за вознаграждение выведать, в чём сила Самсона. После трёх неудачных попыток ей удалось узнать секрет его силы. Далиле удалось усыпить Самсона и лишить его с помощью ножниц чудодейственных волос.

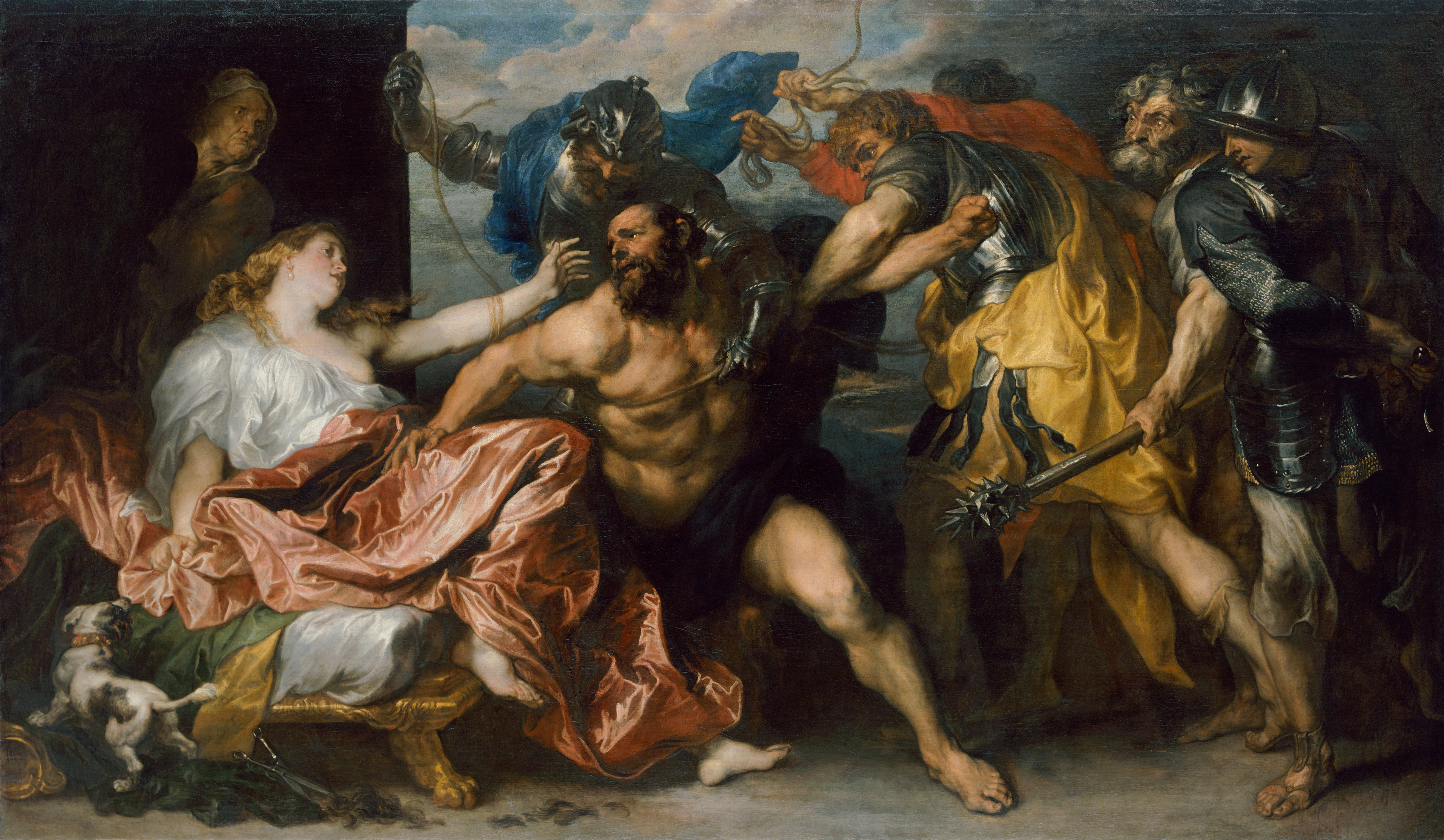
«Самсон и Далила», Ван Дейк

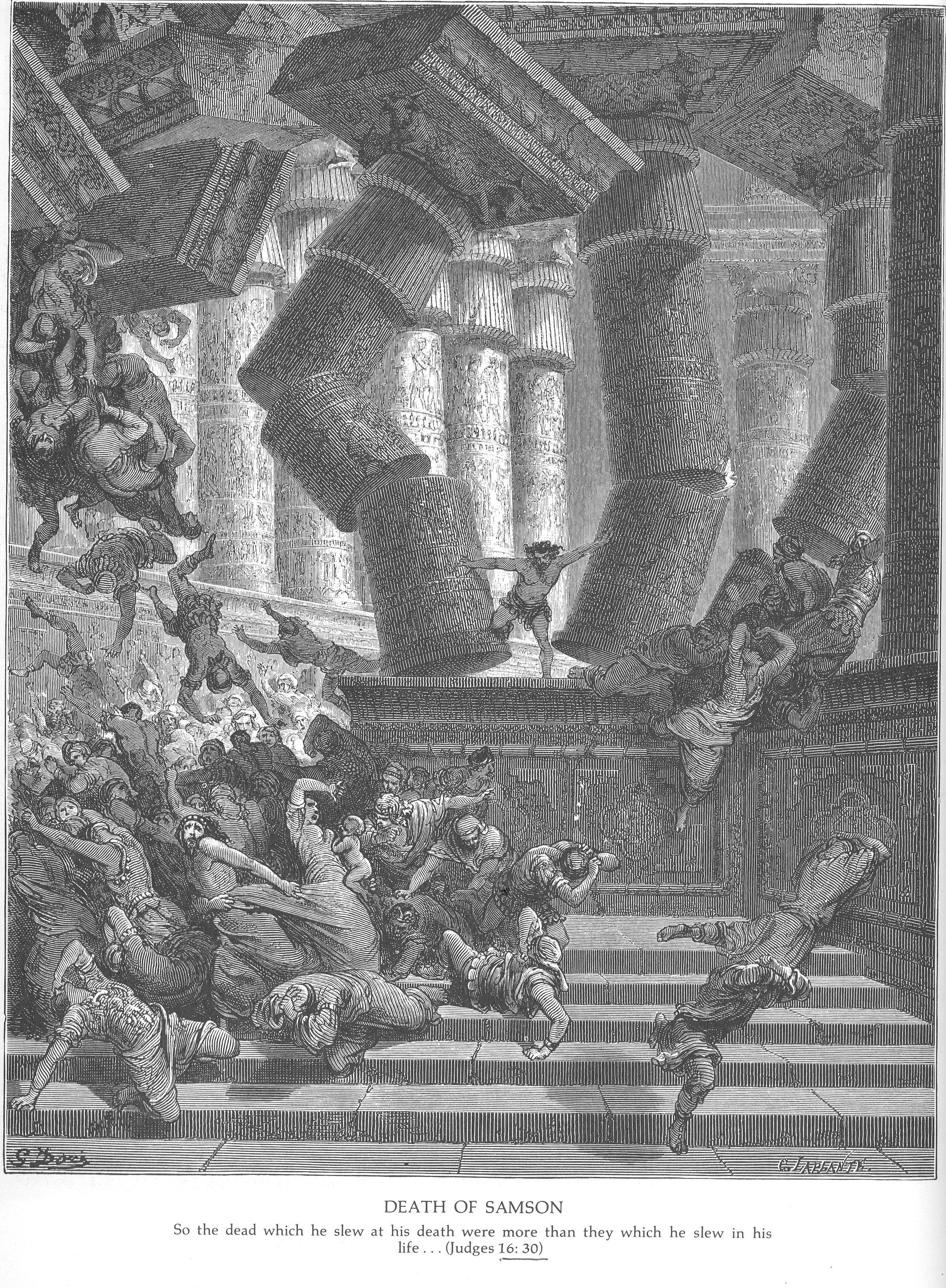
«Смерть Самсона», Гюстав Доре

Утративший свою силу Самсон был захвачен в плен филистимлянами, а заодно и ослеплён. Богатырь после был закован в цепи и брошен в темницу.
Тяжкое испытание привело Самсона к искреннему раскаянию и сокрушению. Вскоре филистимляне устроили праздник, на котором благодарили своё божество Дагона за то, что он передал в их руки Самсона, а затем доставили самого Самсона в храм, чтобы он забавлял их. Между тем, волосы Самсона успели отрасти, и сила стала возвращаться к нему.
«И воззвал Самсон к Господу и сказал: Господи Боже! вспомни меня и укрепи меня только теперь, о Боже!» (Суд. 16:28)

И сказал Самсон: умри, душа моя, с Филистимлянами! И упёрся [всею] силою, и обрушился дом на владельцев и на весь народ, бывший в нём. И было умерших, которых умертвил [Самсон] при смерти своей, более, нежели сколько умертвил он в жизни своей.
— Суд. 16:30
Библейское повествование о Самсоне завершается сообщением о похоронах Самсона в семейной усыпальнице между Цорой и Эштаолом (Суд. 16:31).

## В христианстве
Христианские богословы, трактуя Книгу Судей, акцентируют на примере с Далилой значимость борьбы с плотской страстью:

Столько-то борьба с похотию труднее подвига в воинских рядах! Того, кто так доблестно был мужествен, и прославился чудными подвигами, соделало пленником сластолюбие. Оно лишило его и Божественной благодати.— Феодорит Кирский, Толкование на книгу Судей
Иоанн Златоуст видел в поведении Далилы вмешательство дьявола:

Издревле в раю диавол уязвил Адама женщиною… женщиною мужественнейшего Самсона ослепил…— Иоанн Златоуст, Слово святого Иоанна Златоуста на день усекновения главы Святого Предтечи Господня Иоанна
В то же время самоубийство Самсона («Умри, душа моя, с филистимлянами») испокон веков озадачивало теологов, убеждённых в греховности суицида. Святой Августин высказал мнение, что гибель Самсона нельзя считать ни убийством, ни самоубийством, потому как он был ведом не собственной волей, а Святым Духом. Джон Донн в трактате «Биатанатос» (1608) не только приводил гибель Самсона как аргумент в защиту самоубийства, но и крестные муки Христа трактовал как суицид, тем более что согласно традиционной теологической доктрине Самсон в своей гибели за народ — предвозвестник и символ Христа.

## В исламе
Хадис пророка Мухаммада о древнем пророке Самсоне, был рассказан им в ту ночь священного Рамадана, когда Всевышний ниспослал пророку Мухаммаду аят Священного Корана о Ночи Могущества (Ляйлятуль-Кадр).
В этом хадисе пророк Мухаммад повествует о том, что пророк Самсон был величайшим воином за веру, и что пророк Самсон — единственный человек, которому Всевышний Аллах позволил войти в Рай с мечом в руках.

## В искусстве и литературе

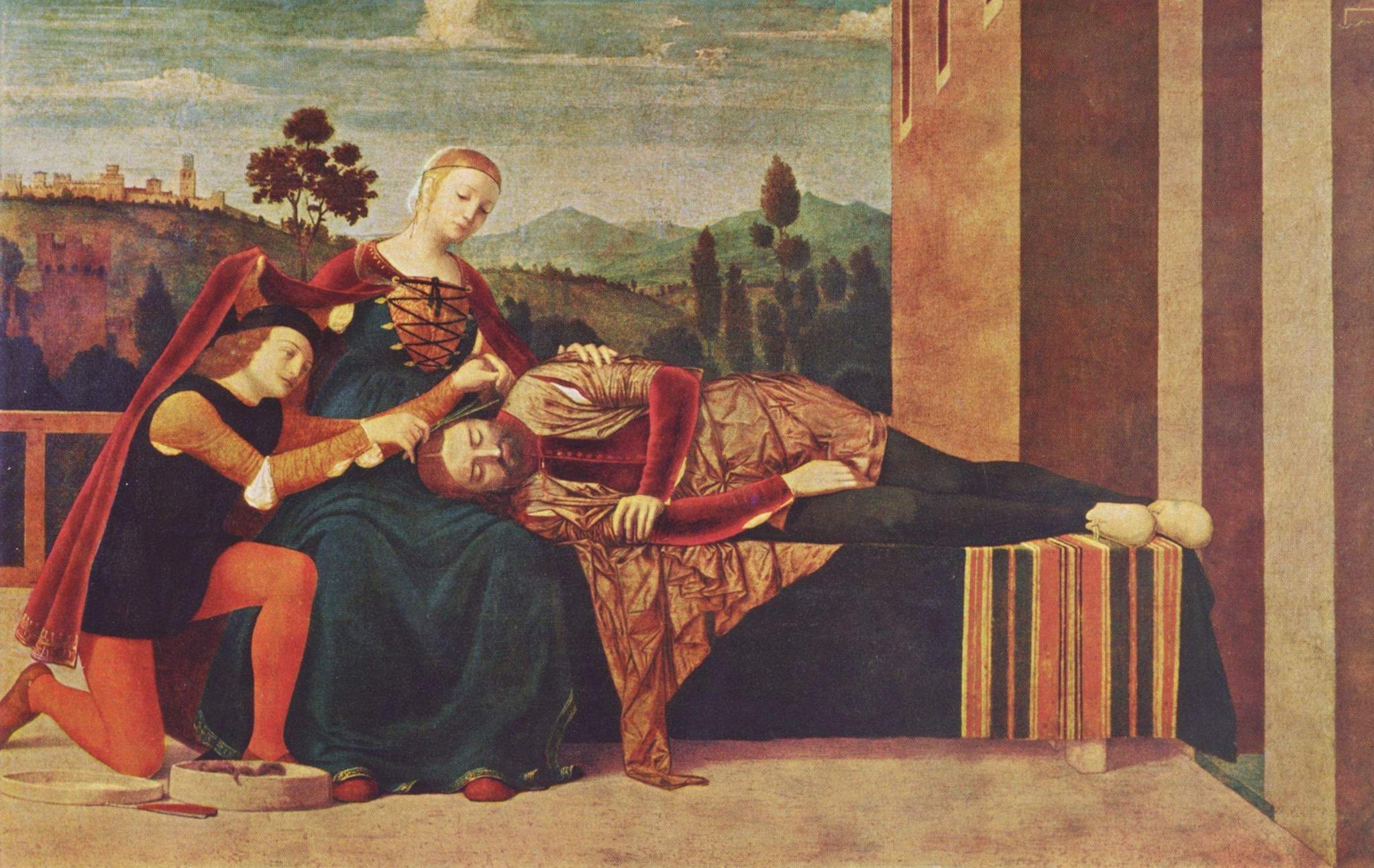
«Самсон и Далила», Франческо Мороне

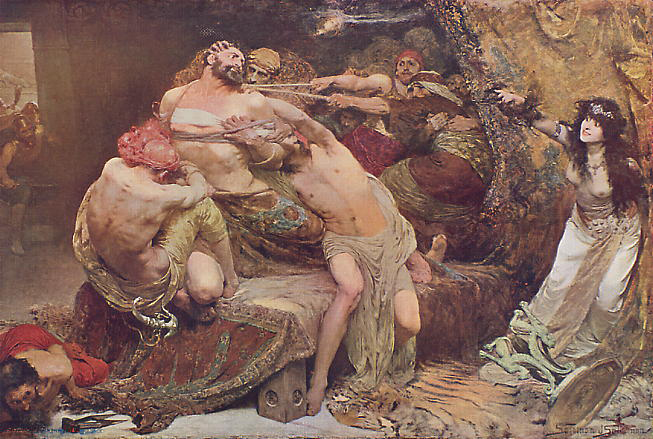
«Самсон и Далила», Соломон Соломон, 1887

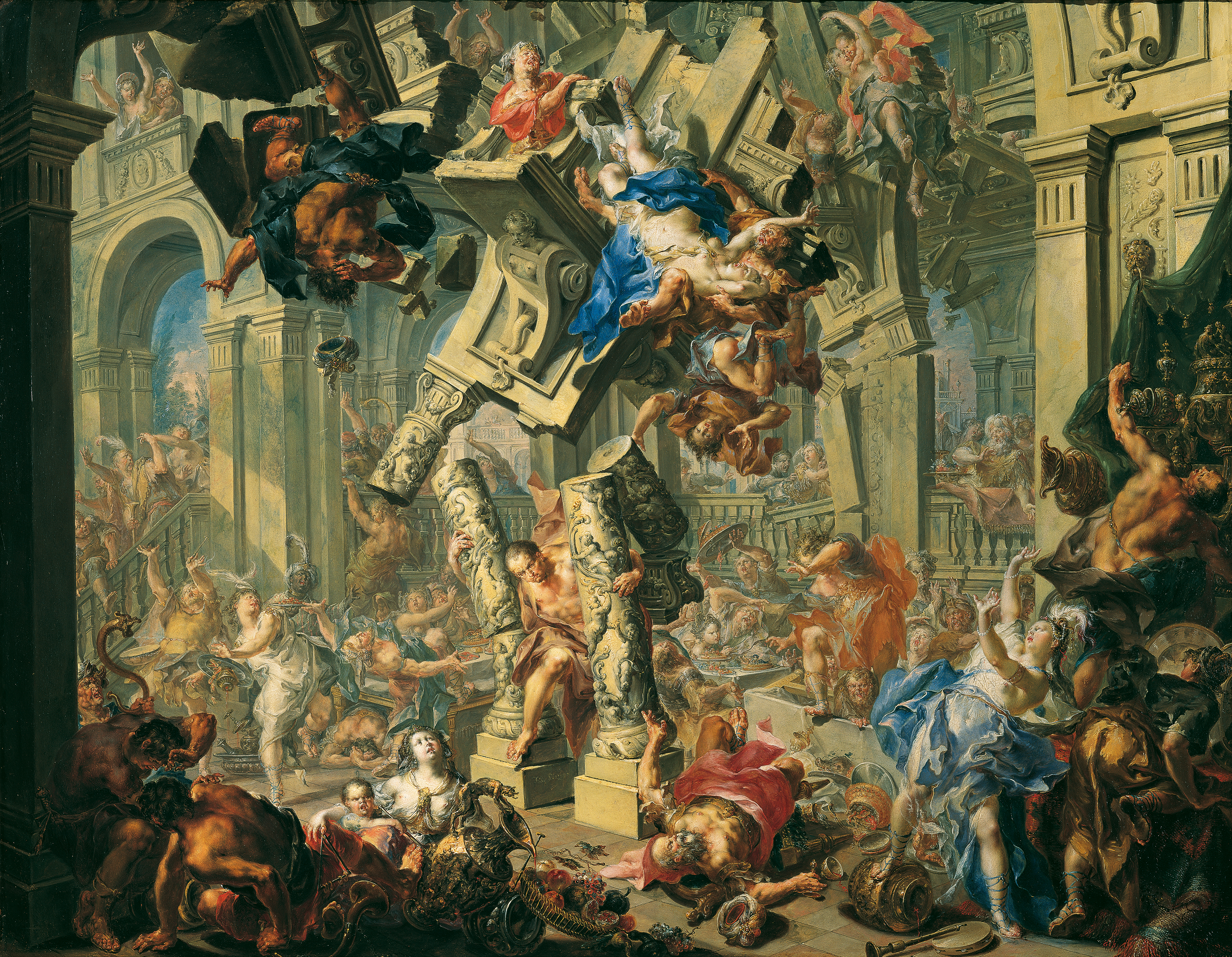
«Месть Самсона», Иоганн Георг Платцер

Библейский сюжет о Самсоне — одна из излюбленных тем в искусстве и литературе, начиная с эпохи Ренессанса.

### В изобразительном искусстве
В изобразительном искусстве эпизоды из жизни Самсона изображены на мраморных барельефах IV века в Неапольском соборе. В Средние века сцены из подвигов Самсона часто встречаются в книжных миниатюрах. Картины на темы истории о Самсоне писали художники: А. Мантенья, Тинторетто, Лукас Кранах, Рембрандт, Ван Дейк, Рубенс и другие.

### В литературе
Одной из первых пьес, посвящённых Самсону, стала трагедия Ганса Сакса «Самсон», 1556. Тема приобрела особую популярность в XVII веке, особенно среди протестантов, которые использовали образ Самсона как символ своей борьбы против власти римского папы. Наиболее значительное произведение, созданное в это столетие, — драма Дж. Мильтона «Самсон-борец» (1671; русский перевод 1911 года). Среди произведений XVIII века следует отметить: стихотворение У. Блейка (1783), стихотворную пьесу М. Х. Луццатто «Шимшон ве ха-плиштим» («Самсон и филистимляне»), более известную под названием «Маасе Шимшон» («Деяния Самсона»; 1727). В XIX веке к этой теме обращались А. Карино (около 1820 года), Михай Темпа (1863), А. де Виньи (1864); в XX веке Ф. Ведекинд, С. Ланге, Л. Андреев и другие, а также еврейские писатели: В. Жаботинский («Самсон Назорей», 1927, на русском языке; переиздано — издательство «Библиотека-Алия», Иер., 1990); Леа Гольдберг («Ахават Шимшон» — «Любовь Самсона», 1951-52) и другие.
У Льва Александровича Мея есть стихотворение «Самсон» (15 июля 1861).

### В музыке
В музыке сюжет Самсона отражён в ряде ораторий композиторов Италии (Верачини, 1695; А. Скарлатти, 1696, и других), Франции (Ж. Ф. Рамо, опера на либретто Вольтера, 1732), Германии (Г. Ф. Гендель на основе драмы Дж. Мильтона написал ораторию «Самсон»; премьера в театре «Ковент-Гарден» в 1744 году). Наибольшей популярностью пользуется опера французского композитора Камиля Сен-Санса «Самсон и Далила» (премьера в 1877 году).

### В кинематографе
- 1914 — «Самсон и Далила» / англ. Samson and Delilah, реж. Дж. Ф. Макдональд
- 1922 — «Самсон и Далила» / англ. Samson and Delilah, реж. Александр Корда
- 1949 — «Самсон и Далила» / англ. Samson and Delilah, реж. С. Б. де Милль
- 1961 — «Самсон» / пол. Samson, реж. Анджей Вайда
- 1963 — «Геракл против Самсона» / итал. Ercole sfida Sansone, реж. Пьетро Франчиши
- 1984 — «Самсон и Далила» / англ. Samson and Delilah, телевизионный фильм, реж. Ли Филипс (Lee Philips)
- 1996 — «Самсон и Далила» / англ. Samson and Delilah, телевизионный фильм, реж. Николас Роуг
- 2009 — «Самсон и Далила» / англ. Samson and Delilah, реж. Уорик Торнтон (фильм имеет отдельные парафразы с библейским сюжетом, но в целом совсем о другом)
- 2018 — «Самсон»

## Интересные факты

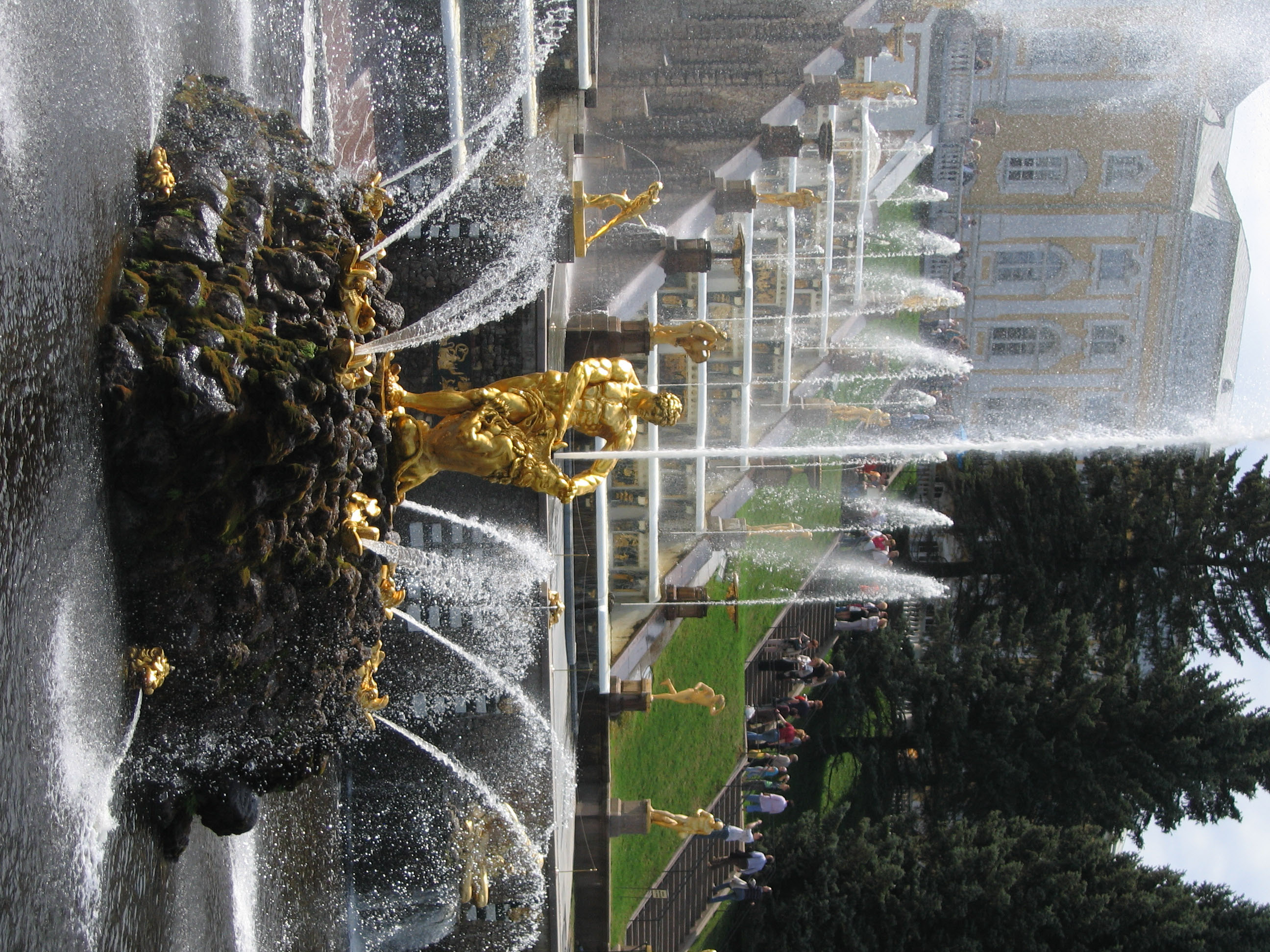
«Самсон» — центральный фонтан дворцово-паркового ансамбля Петергоф

- В фонтане «Самсон, раздирающий пасть льва» Михаила Ивановича Козловского, в парке Петергофа, у скульптуры  Самсона — короткие волосы.
- В библейском тексте отсутствует указание, что Самсон раздирает пасть льву; говорится следующее: «И сошёл на него Дух Господень, и он растерзал [льва] как козлёнка; а в руке у него ничего не было.» (Суд. 14:6).
- Платунов А. М., автор труда «Так строился Петербург», изданного в 1997 году, написал в сноске: «Самсон — древнегреческий мифический герой, которому приписывалась сверхъестественная физическая сила и отвага». Таким образом, по ошибке Платунова, Самсон был отнесён к древнегреческой мифологии.
- Джеймс Джордж Фрезер в книге «Фольклор в Ветхом Завете» отмечает сходство Самсона с Кощеем, персонажем славянской мифологии (с переменой ролей героя и антагониста).